# 프텔레오카르파 람퐁가
프텔레오카르파 람퐁가(Pteleocarpa lamponga)는 용담목에 속하는 속씨식물의 일종이다. 말레이시아 서부 지역에서 발견되는 프텔레오카르파속(Pteleocarpa)의 유일종이다. 분류학적으로 이카키나과와 카르디옵테리스과, 지치과 등 다양한 과로 분류되어 있다. 현재는 용담목에 속하는 미분류 과 또는 프텔레오카르파과 (Pteleocarpaceae)로 분류한다.